# ロジャーミルズ郡 (オクラホマ州)
ロジャーミルズ郡（英: Roger Mills County）は、アメリカ合衆国オクラホマ州の西部に位置する郡である。2010年国勢調査での人口は3,647人であり、2000年の3,4360人から6.1％増加した。郡庁所在地はシャイアン町（人口801人）であり、同郡で人口最大の町でもある。郡内に都市は無い。

## 歴史
ロジャーミルズ郡の郡名は、テキサス州出身の著名政治家ロジャー・Q・ミルズから採られた。シャイアンの町はウォシタ川の戦いが行われた場所である。1868年11月26日に起こったこの戦いでは、ジョージ・アームストロング・カスター中佐率いる第7騎兵隊が、ウォシタ川沿いのブラック・ケトルを酋長とするシャイアン族インディアンの集落を攻撃した。
1970年代、ロジャーミルズ郡と周辺地域は、パンハンドル・ヒューゴトン地域の天然ガスと石油の開発で潤った。ここはアメリカ合衆国でも最大のガス田であり、世界最大のヘリウム資源があるとされている。1973年から1993年、このガス田で8兆立方フィート (2,300億 m³) のガスが生産された。

## 地理
アメリカ合衆国国勢調査局に拠れば、郡域全面積は1,146平方マイル (2,969 km2)であり、このうち陸地1,142平方マイル (2,957 km2)、水域は5平方マイル (12 km2)で水域率は0.40％である。郡の西から東にウォシタ川が流れ、シャイアンとストロングシティの町を抜けている。

### 主要高規格道路
- アメリカ国道283号線
- オクラホマ州道6号線
- オクラホマ州道30号線
- オクラホマ州道33号線
- オクラホマ州道34号線
- オクラホマ州道47号線
- オクラホマ州道47A号線
- オクラホマ州道152号線

### 隣接する郡
- エリス郡 - 北
- デューイ郡 - 北東
- カスター郡 - 東
- ベッカム郡 - 南
- ウィーラー郡 (テキサス州) - 南西
- ヘンフィル郡 (テキサス州) - 北西

### 国立保護地域
- ブラック・ケトル国立草原（部分）
- ウォシタ戦場跡国立歴史史跡

## 人口動態
以下は2000年の国勢調査による人口統計データである。
| 基礎データ - 人口: 3,436人 - 世帯数: 1,428 世帯 - 家族数: 988 家族 - 人口密度: 1人/km2（3人/mi2） - 住居数: 1,749軒 - 住居密度: 1軒/km2（2軒/mi2） 人種別人口構成 - 白人: 91.76% - アフリカン・アメリカン: 0.29% - ネイティブ・アメリカン: 5.47% - アジア人: 0.09% - その他の人種: 0.52% - 混血: 1.86% - ヒスパニック・ラテン系: 2.65% 年齢別人口構成 - 18歳未満: 23.8% - 18-24歳: 6.7% - 25-44歳: 24.7% - 45-64歳: 26.0% - 65歳以上: 18.7% - 年齢の中央値: 42歳 - 性比（女性100人あたり男性の人口） - 総人口: 100.5 - 18歳以上: 96.9 | 世帯と家族（対世帯数） - 18歳未満の子供がいる: 29.4% - 結婚・同居している夫婦: 58.8% - 未婚・離婚・死別女性が世帯主: 6.8% - 非家族世帯: 30.8% - 単身世帯: 28.6% - 65歳以上の老人1人暮らし: 16.9% - 平均構成人数 - 世帯: 2.38人 - 家族: 2.91人 収入と家計 - 収入の中央値 - 世帯: 301,078米ドル - 家族: 35,921米ドル - 性別 - 男性: 22,224米ドル - 女性: 19,821米ドル - 人口1人あたり収入: 16,821米ドル - 貧困線以下 - 対人口: 16.3% - 対家族数: 11.5% - 18歳未満: 20.4% - 65歳以上: 10.4% |

## 都市と町
- シャイアン - 郡庁所在地
- クロウフォード
- ダーラム
- ハモン
- レイドン
- ストロングシティ
- スウィートウォーター